# 昭和ひとけた社長対ふたけた社員
『昭和ひとけた社長対ふたけた社員』（しょうわひとけたしゃちょうたいしょうわふたけたしゃいん）は、1971年（昭和46年）5月22日に東宝系で公開された日本映画。カラー。シネマスコープ。

## 概要
『社長シリーズ』の看板森繁久彌が抜け、1951年公開のサラリーマン喜劇「ホープさん」以来、常に社長の影として新入社員から出世し続けた小林桂樹が社長を演じたシリーズの傍流作品。昭和元年生まれの奈良田（小林）が明治生まれの高松会長（東野英治郎）のもと社長として昭和ふたけた世代の若手社員たちとぶつかりながらも奮闘していく姿を描く。

## スタッフ
- 製作：藤本真澄、五明忠人
- 脚本：笠原良三
- 監督：石田勝心
- 撮影：志賀邦一
- 照明：小島真二
- 美術：中古智
- 録音：伴利也
- タイトルバック：おおば比呂司
- 音楽：真鍋理一郎
- 編集：小川信夫
- スチール：吉崎松雄
- 助監督：橋本幸治

## 出演者
- 奈良田真介 小林桂樹
- 奈良田節子 酒井和歌子
- 高松敬之助 東野英治郎
- 猪狩金太郎 加東大介
- 珍田徳平 藤岡琢也
- 甘利健一 黒沢年雄
- 早川礼次 松山省二
- 上杉太郎 佐々木勝彦
- 吉田民子 司美智子
- 三浦 多々良純
- 鈴木 田島義文
- はるみ 森るみ子
- 松本ユリ子 木村由貴子
- 歌う芸者 三代一代(東宝レコード)
- ホステス 菱見百合子
- ボーイ 越後憲
- 受付嬢 こんどうそや
- 釣り人 梅津栄
- CM監督 大前亘
- 助監督 鈴木和夫
- 小道具係 小川安三
- メイク 江幡秀子
- カメラマン 小松英三郎
- 守衛 中島春雄

## 同時上映
『3000キロの罠』
- 監督：福田純／主演：田宮二郎／田宮企画作品